# Quận Cibola, New Mexico
Quận Cibola là một quận thuộc tiểu bang New Mexico, Hoa Kỳ. Quận này có diện tích 11.759 km², dân số theo điều tra năm 2000 của Cục điều tra dân số Hoa Kỳ là 25.595 người 2. Quận lỵ đóng tại thành phố GrantsBản mẫu:GR6. Quận đã được lập từ quận Valencia

## Địa lý
Theo Cục điều tra dân số Hoa Kỳ, quận có diện tích 11.759 km2, trong đó có km2 là diện tích mặt nước.